# Christopher Egan
Christopher Andrew Egan (Sydney, Austrália, em 29 de junho, 1984) é um ator australiano, conhecido por interpretar Nick Smith em Home and Away e Charlie em Cartas para Julieta.

## Vida Pessoal
Egan nasceu em Sydney na Austrália. Ele têm três irmãos: Tim, o mais velho, Ben e Joel. Seu nome do meio, Andrew, é o nome de seu pai. Sua família vive perto das praias ao norte de Sydney.

## Carreira
Egan apareceu em vários comerciais e fez alguns trabalhos como modelo. Ele também apareceu na novela Home and Away.
Ele também treinou ginástica na KICK Performance Group in Sydney. Como também competiu em em uma idade adiantada, Egan tem sido capaz de usar suas habilidades de ginástica extensivamente no filme suspense Crush.
Mudou-se para Los Angeles em 2003. Em 2006, apereceu em uma adaptação cinematográfica do romance de Christopher Paolini, Eragon. Em 2007, atuou em  Resident Evil: Extinction, o terceiro filme da série Resident Evil, quando interpretou Mikey. No verão de 2009, esteve no filme Letters to Juliet na Itália, com Amanda Seyfried, Vanessa Redgrave e Gael García Bernal. O filme obteve muito sucesso e se tornou o mais popular papel de Christopher.
Egan foi escalado como protagonista em Poe, da ABC.
Em 2014, Chris Egan é a estrela de Dominion, série do canal Syfy baseado no filme "Legião" de 2010. Egan vive na série o personagem Alex Lannen, um soldado rebelde que descobre ser o salvador da humanidade.

## Filmografia
- Eragon (2006) - Roran
- Virgin Territory (2007) - Dioneo
- Resident Evil: Extinction (2007) - Mikey
- Crush (2009) - Julian[1]
- Cartas para Julieta (2010) - Charlie Wyman

## Trabalhos na televisão
- Home and Away (1988) - Nick Smith (#2) (2000-2003)
- Home and Away: Secrets and the City (2002) - Nick Smith
- Empire (2005) (minissérie de TV) - Agrippa
- Everwood (2006) (temporada 4) - Nick Bennett
- Alpha Male (2006) - Felix Methusulah
- Vanished (2006) - Ben Wilson
- Pretty/Handsome (2008) - Beckett
- Kings (2009) - David Shepherd
- Dominion (2014) - Alex Lannon